# Togo en los Juegos Olímpicos de Atenas 2004
Togo estuvo representado en los Juegos Olímpicos de Atenas 2004 por tres deportistas, dos hombres y una mujer, que compitieron en dos deportes.
El portador de la bandera en la ceremonia de apertura fue el atleta Jan Sekpona. El equipo olímpico togolés no obtuvo ninguna medalla en estos Juegos.